# ممثلية البرازيل لدى دولة فلسطين
مكتب ممثلية جمهورية البرازيل الاتحادية لدى دولة فلسطين هي الممثلية الدبلوماسية العُليا البرازيلية لدى دولة فلسطين. افتتحت عام 2004، ويقع مقرها في مدينة رام الله.

## وصلات خارجية
- الموقع الرسمي

لا توجد روابط لمواقع التواصل الاجتماعي.